# Fryderyk Ludwik Wirtemberski-Winnental
Fryderyk Ludwik Wirtemberski (ur. 5 listopada 1690 Stuttgart, zm. 19 września 1734 Guastalla) – książę wirtemberski.

## Życiorys
Syn księcia Fryderyka i Eleonory Juliany von Brandenburg-Ansbach.
W 1708 roku wstąpił do armii Niderlandów. Wraz z bratem Henrykiem wziął udział w wojnie o sukcesję hiszpańską. 
W 1715 roku wyjechał do Saksonii, gdzie służył w wojsku króla Augusta II. W tym czasie wysyłany był na Węgry. Cesarz Karol VI Habsburg w 1717 roku mianował go marszałkiem.
22 października 1721 roku ożenił się z Urszulą Bokum, metresą króla polskiego Augusta II, z którym miała syna. Małżonka była 10 lat starsza od Fryderyka.
W trakcie działań na terenie Włoch wojny o sukcesję polską zginął w czasie bitwy pod Guastalla w 1734 roku.